# Blackwood (bridge)
La blackwood è una delle più diffuse convenzioni del gioco del bridge. È utilizzata per individuare soprattutto gli Assi (ma parzialmente anche i Re e le Donne) nelle carte del compagno. Si applica come risposta alla dichiarazione di 4NT. È una convenzione che utilizza licite convenzionali a gradino.

## Storia
La convenzione fu inizialmente ideata da Easley Blackwood nel 1933 e successivamente perfezionata dal Blue Team negli anni '60 da cui il nome Roman  Key  Card Blackwood.

## Scopi
La ricerca delle carte chiave finalizzata al tentativo di slam.

## Standard blackwood
| ... | 4NT | P | ? | Richiesta assi |
| --- | --- | - | - | -------------- |

La versione originaria limitava la ricerca ai quattro Assi e le risposte possibili a gradino erano:
| ... | 4NT | P | 5♣ | 0 o 4 assi |
| --- | --- | - | -- | ---------- |

| ... | 4NT | P | 5♦ | 1 asso |
| --- | --- | - | -- | ------ |

| ... | 4NT | P | 5♥ | 2 assi |
| --- | --- | - | -- | ------ |

| ... | 4NT | P | 5♠ | 3 assi |
| --- | --- | - | -- | ------ |

## Roman blackwood
| ... | 4NT | P | ? | Richiesta assi |
| --- | --- | - | - | -------------- |

Un affinamento della convenzione si ebbe comprimendo leggermente il ventaglio delle risposte:
| ... | 4NT | P | 5♣ | 0 o 3 assi |
| --- | --- | - | -- | ---------- |

| ... | 4NT | P | 5♦ | 1 o 4 asso |
| --- | --- | - | -- | ---------- |

| ... | 4NT | P | 5♥ | 2 assi |
| --- | --- | - | -- | ------ |

## Roman key card blackwood
| ... | 4NT | P | ? | Richiesta carte chiave |
| --- | --- | - | - | ---------------------- |

Abbreviata anche con la sigla RKCB è la versione largamente più utilizzata. Si basa sulla ricerca di 5 carte chiave, costituite dai 4 Assi più il Re di Atout. Le risposte sono:
| ... | 4NT | P | 5♣ | 0 o 3 carte chiave |
| --- | --- | - | -- | ------------------ |

| ... | 4NT | P | 5♦ | 1 o 4 carte chiave |
| --- | --- | - | -- | ------------------ |

| ... | 4NT | P | 5♥ | 2 carte chiave senza la Donna di Atout |
| --- | --- | - | -- | -------------------------------------- |

| ... | 4NT | P | 5♠ | 2 carte chiave con la Donna di Atout |
| --- | --- | - | -- | ------------------------------------ |